# 沃倫 (密蘇里州)
沃倫（英語：Warren）是位於美國密蘇里州馬里昂縣的非建制地區。

## 歷史
沃倫的郵局於1839年設立，其後於1953年停運。

## 地理
沃倫所處的海拔為高於海平面221米（即725英呎），而該地所採用的時區為UTC-6，即北美中部時區（CST）。同時該地設有夏令時間，為UTC-6調快一小時，即UTC-5（CDT）。